# Berito (Troade)
Berito (in greco antico: Βέρυτις?) era una colonia dell'antica Grecia ubicata nella Troade.

## Storia
Viene citata da Stefano di Bisanzio. Si ritiene, anche se non c'è la certezza assoluta, che gli abitanti di questa città della Troade siano gli stessi indicati con il nome di berisios (in greco antico: Βερύσιοι?), e che fecero parte della lega delio-attica visto che appaiono nei registri dei tributi per Atene tra il 454  e il 446 a.C., dove risulta che pagavano un phoros di 1 000 dracme, nonché nei tributi nel decreto di tassazione per Atene nel 425 a.C.
Vengono attribuite a Berito monete d'argento e bronzo, coniate nel IV secolo a.C., sulle quali appare la scritta «ΒΙΡΥ». Si ritiene che Berito dovrebbe essere localizzata nell'attuale Mersinoba, ma non vi è alcuna certezza.